# Polygala nambalensis
Polygala nambalensis là một loài thực vật có hoa trong họ Polygalaceae. Loài này được Gürke miêu tả khoa học đầu tiên năm 1903.